# زنبق زبان‌گرد
زنبق زبان‌گِرد (نام علمی: Iris cycloglossa) نام یک گونه از سرده زنبق است.